# Лаура Денлі
Лаура Денлі, к. т. н. (народилася 7 липня 1958 р.) — американська жінка-астроном і академік. Нині — куратор обсерваторії Гріффіта в Лос-Анджелесі. Обіймала посаду голови департаменту космічних наук у Денверському музеї природи і науки.
Раніше Денлі займала академічні посади (була доцентом) в Університеті Денвера і в Коледжі Помони. Під час цієї роботи вона розробила навчальні програми, зосереджені на астрономії, археоастрономії, геліофізиці, астрофотографії та астробіології.
Лаура Денлі провела декілька років у Науковому інституті космічного телескопа в Балтіморі, штат Меріленд, де обіймала різні посади вченої-дослідниці, помічниці астронома та наукової співробітниці Габбла. Крім того, проводила постдокторські дослідження в STSci.
Як астроном, Денлі має великий досвід спостережень, у тому числі близько 441 години ультрафіолетового спостереження (більшу частину через космічний телескоп Габбл). Також провела сотні годин оптичного та радіоспостереження на таких об'єктах, як Національна обсерваторія Кітт-Пік, Обсерваторія Макдональд, Міжамериканська Обсерваторія Серро-Тололо та Національна обсерваторія радіоастрономії.
У 1991 році Лаура Денлі заснувала жіночий науковий форум, щоб заохотити молодих жінок до побудови кар'єри в науці, надаючи можливість зустрітися й поставити запитання провідним науковицям та інженеркам і взяти участь у практичних заходах для вивчення можливостей у різних кар'єрних дисциплінах. У 1993 році Денлі була співавторкою «Балтіморської хартії для жінок в астрономії» щодо вирішення проблем жінок як меншини у сфері астрономії.
Денлі здобула бакалаврський ступінь з фізики в Єльському університеті і доктора філософії з астрономії в Університеті Вісконсину в Медісоні.
Лаура Денлі також виступила у ролі вченої в кількох епізодах документальної серії «Всесвіт».
21 жовтня 2009 року Лаура Денлі провела лекцію про новітню місію «Кассіні — Гюйгенс» до Сатурна, де представила ключових вчених, що беруть участь у запуску космічного корабля.